# Kanton Gémozac
Gémozac is een voormalig kanton van het Franse departement Charente-Maritime. Het kanton maakte deel uit van het arrondissement Saintes. Het werd opgeheven bij decreet van 27 februari 2014, met uitwerking op 22 maart 2015.

## Gemeenten
Het kanton Gémozac omvatte de volgende gemeenten:
- Berneuil
- Cravans
- Gémozac (hoofdplaats)
- Jazennes
- Meursac
- Montpellier-de-Médillan
- Rétaud
- Rioux
- Saint-André-de-Lidon
- Saint-Quantin-de-Rançanne
- Saint-Simon-de-Pellouaille
- Tanzac
- Tesson
- Thaims
- Villars-en-Pons
- Virollet